# Pediobius bucculatricis
Pediobius bucculatricis är en stekelart som först beskrevs av Charles Joseph Gahan 1927.  Pediobius bucculatricis ingår i släktet Pediobius och familjen finglanssteklar. Inga underarter finns listade i Catalogue of Life.